# Ретромер
Ретроме́р — специализированный белковый комплекс, который собирается на эндосомах и образует везикулы, которые возвращают некоторые белки, например, рецепторы кислых гидролаз в аппарат Гольджи (точнее, транс-сеть Гольджи). 
Ретромерный комплекс был описан при изучении сортировки кислых гидролаз у мутантных дрожжей Saccharomyces cerevisiae, в частности, карбоксипептидазы Y (CPY). Он был идентифицирован как комплекс, отвечающий за ретроградный путь pro-CPY рецепторов (Vps10) из эндосом в транс-сеть Гольджи.

## Структура

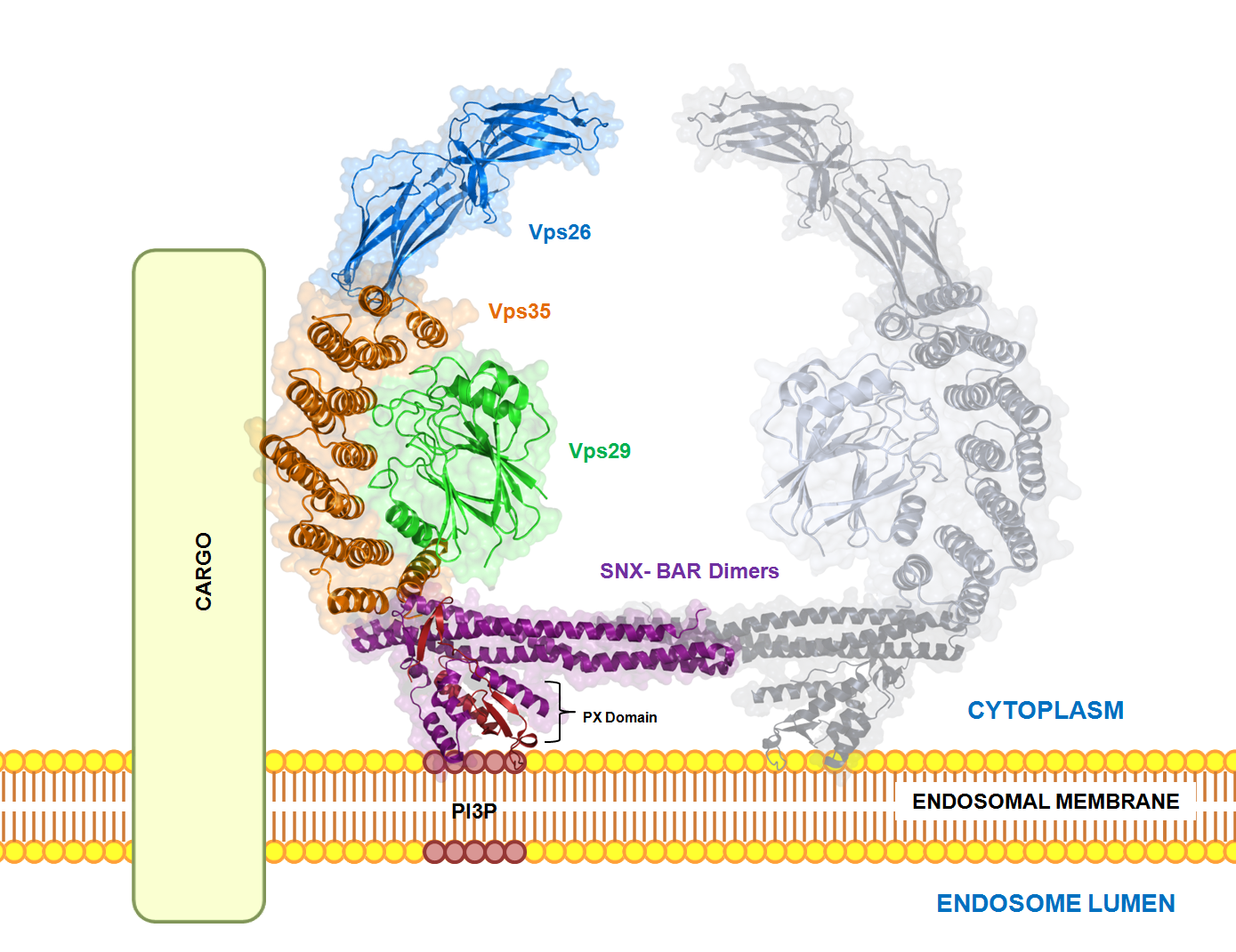
Ретромер

Ретромер человека представляет собой гетеропентамерный комплекс, который состоит из мембранных димеров сортирующего нексина (SNX1, возможно также SNX2, SNX5, SNX6) и вакуолярного белок-сортирующего тримера (англ. vacuolar protein sorting (Vps) trimer), в состав которого входят белки Vps26, Vps29 и Vps35. SNX необходим для привлечения ретромера к эндосомальной мембране; он имеет несколько различных белковых модулей, среди которых домен РХ, связывающийся с фосфорилированным фосфоинозитолом PI(3)P, и домен BAR, отвечающий за димеризацию и прикрепление к изогнутым мембранам (стоит отметить, что эти домены имеются и у других белков, у которых выполняют сходные функции). Связывание ретромерного комплекса с грузом обеспечивается коровым тримером через связывание Vps35 с различными молекулами груза (точнее, связывание последнего с цитоплазматическими хвостами транспортируемых мембранных белков).
Ретромерный комплекс высококонсервативен, его гомологи были обнаружены у человека, мыши и нематоды Caenorhabditis elegans. У дрожжей он образован белками Vps35p, Vps26p, Vps29p, Vps17p, и Vps5p.  

## Механизм функционирования
Связывание комплекса Vps35-Vps29-Vps26 с цитозольными доменами молекул груза (трансмембранных белков в мембране эндосомы) инициирует активацию ретроградного пути и захват груза. Комплекс нуклеации образуется при взаимодействии белков VPS совместно с GTP-активируемым белком Rab7 с клатрином, клатриновыми адаптерными белками и различными другими белками. Димер SNX связывается с комплексом нуклеации непосредственно или в результате латерального перемещения по поверхности эндосомы. Это, в свою очередь, приводит к выпячиванию мембраны и образованию везикулы. Когда комплекс ретромерных белков-переносчиков груза полностью сформируется, его катализ осуществляют белки DNM2 и EHD1. Этому также способствует полимеризация актина и моторная активность. Доставка белка-переносчика к компартменту-реципиенту приводит к высвобождению переносчика за счет гидролиза ATP или GTP, осуществляемому Rab7. Далее белки-переносчики груза транспортируются в транс-Гольджи при помощи моторных белков, например, динеина. Высвобождающиеся далее комплекс Vps35-Vps29-Vps26 и димер SNX возвращаются в эндосомальные мембраны.

## Функции
Ретромер играет центральную роль в возвращении нескольких различных белков из эндосом в транс-сеть Гольджи. Однако к настоящему моменту очевидно, что существуют и другие комплексы и белки, задействованные в этом процессе. Пока неясно, действуют ли они совместно с ретромером или по своему собственному пути. Было показано, что ретромерный комплекс участвует в возвращении в исходные мембраны различных мембранных рецепторов, например, катионзависимых и катионнезависимых маннозо-6-фосфатных рецепторов (функциональный аналог млекопитающих дрожжевого рецептора Vsp10), рецептора Wntless, задействованного в сигнальном пути Wnt, белка сортилин 1. У дрожжей ретромер участвует в круговороте белков Kex2p и DPAP-A между транс-сетью Гольджи и превакуолярными компартменты (аналог эндосом у дрожжей). Ретромер также необходим для круговорота CED-1 — поверхностного клеточного рецептора, необходимого для фагоцитоза клеток, претерпевших апоптоз. 
Недавно была показана роль дефектов ретромер-опосредованной сортировки белков при болезни Альгеймера и болезни Паркинсона.